# جيوفري فيشر
جيوفري فيشر (بالإنجليزية: Geoffrey Fisher) هو سياسي بريطاني، ولد في 5 مايو 1887 في المملكة المتحدة، وتوفي في 15 سبتمبر 1972 في المملكة المتحدة.

## مناصب
- انتخب Bishop of Chester [الإنجليزية]‏.
- انتخب Bishop of London [الإنجليزية]‏ (1939 – 1945).
- انتخب عضو مجلس اللوردات.
- انتخب أسقف كانتربري (1945 – 1961).

## روابط خارجية
- جيوفري فيشر على موقع الموسوعة البريطانية (الإنجليزية)
- جيوفري فيشر على موقع مونزينجر (الألمانية)